# Sollentuna
La commune de Sollentuna est une commune suédoise du comté de Stockholm. Environ 73900  personnes y vivent (2020).

## Géographie
La municipalité est située dans les parties sud de la province d'Uppland et borde au nord la commune d'Upplands Väsby, au nord-est avec la commune de Täby, à l'est avec la commune de Danderyd, au sud avec la commune de Solna et la commune de Sundbyberg, au sud-ouest avec la commune de Stockholm et à l'ouest avec la commune de Järfälla, le tout dans le comté de Stockholm. 
Edsviken, qui est une baie de la mer Baltique, s'étend dans la commune.

## Population
| 1950   | 1955   | 1960   | 1965   | 1970   |
| ------ | ------ | ------ | ------ | ------ |
| 18 631 | 20 887 | 25 145 | 33 145 | 37 723 |

| 1975   | 1980   | 1985   | 1990   | 1995   |
| ------ | ------ | ------ | ------ | ------ |
| 43 413 | 45 868 | 48 212 | 51 377 | 54 553 |

| 2000   | 2005   | 2010   | 2015   | 2020   |
| ------ | ------ | ------ | ------ | ------ |
| 58 048 | 59 355 | 64 630 | 70 251 | 73 990 |

## Localités principales
- Ville de Stockholm (53 981 hab.), dont :
  - Edsberg (8 039 hab.)
  - Häggvik (4 289 hab.)
  - Helenelund (8 337 hab.)
  - Norrviken (3 326 hab.)
  - Rotebro (8 632 hab.)
  - Tureberg (13 380 hab.)
  - Vaxmora (2 234 hab.)
  - Viby (5 744 hab.)
- Sjöberg (4 404 hab.)

## Galerie

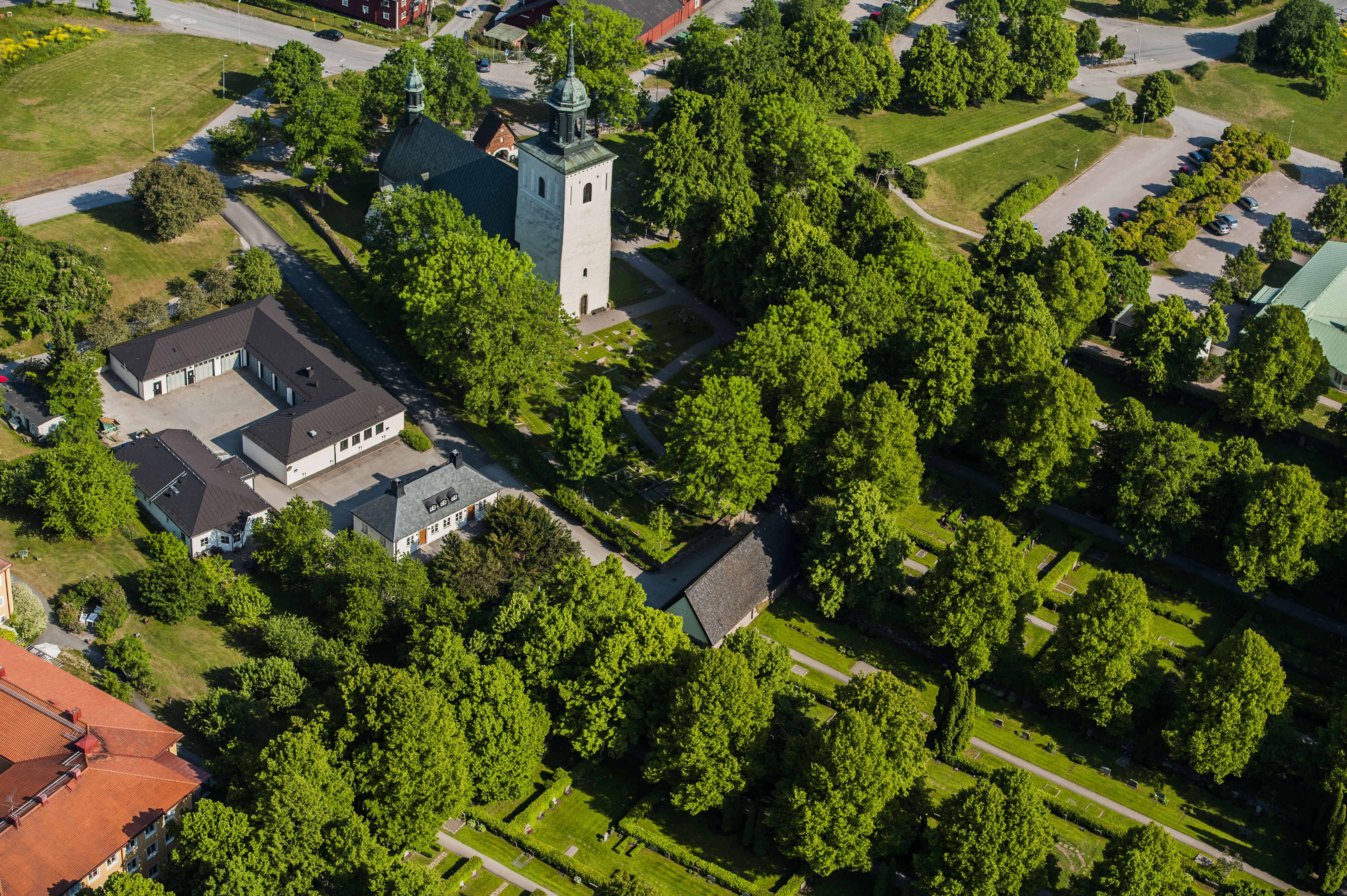
Église de Sollentuna.
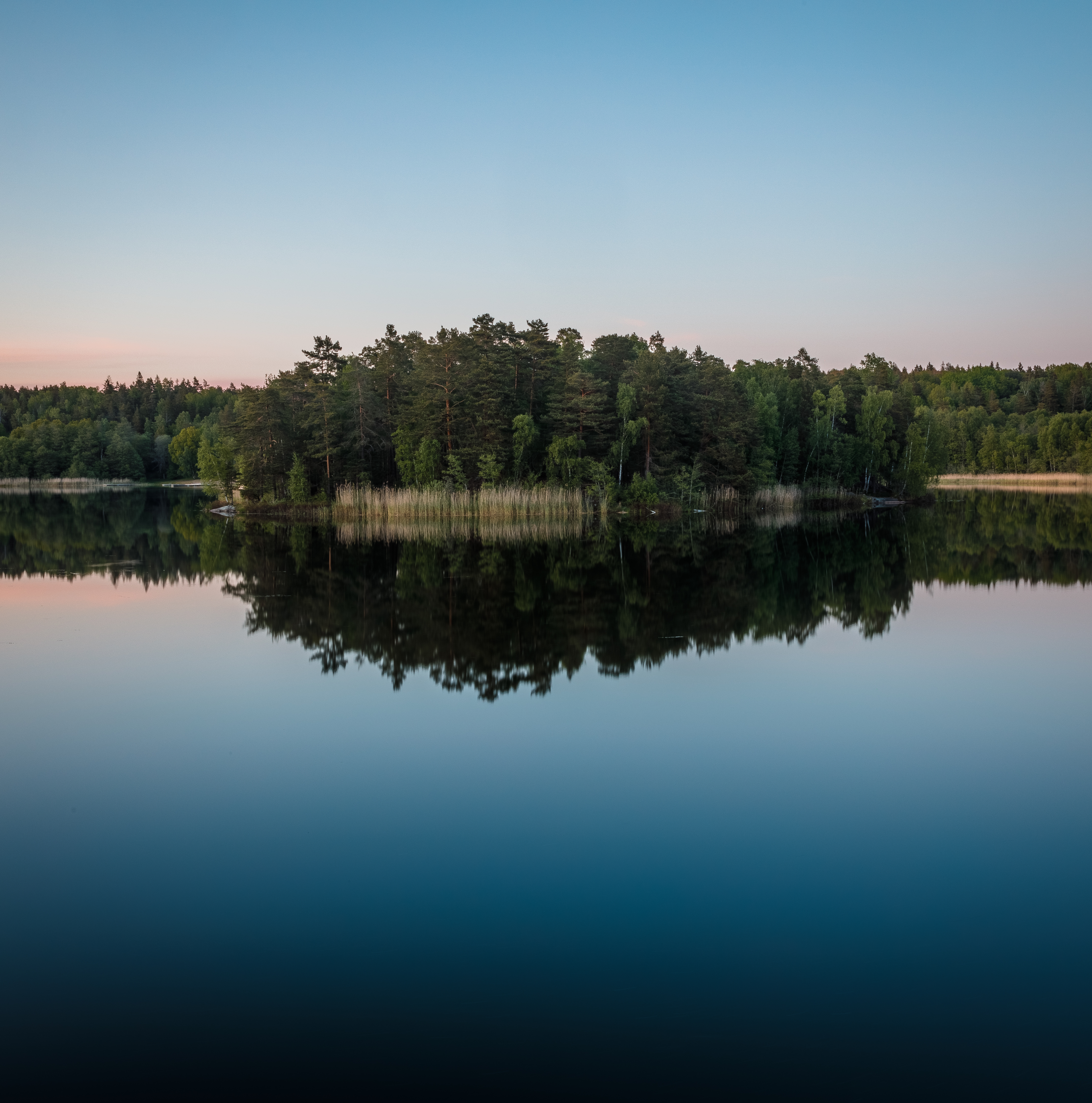
Rösjöholmen.
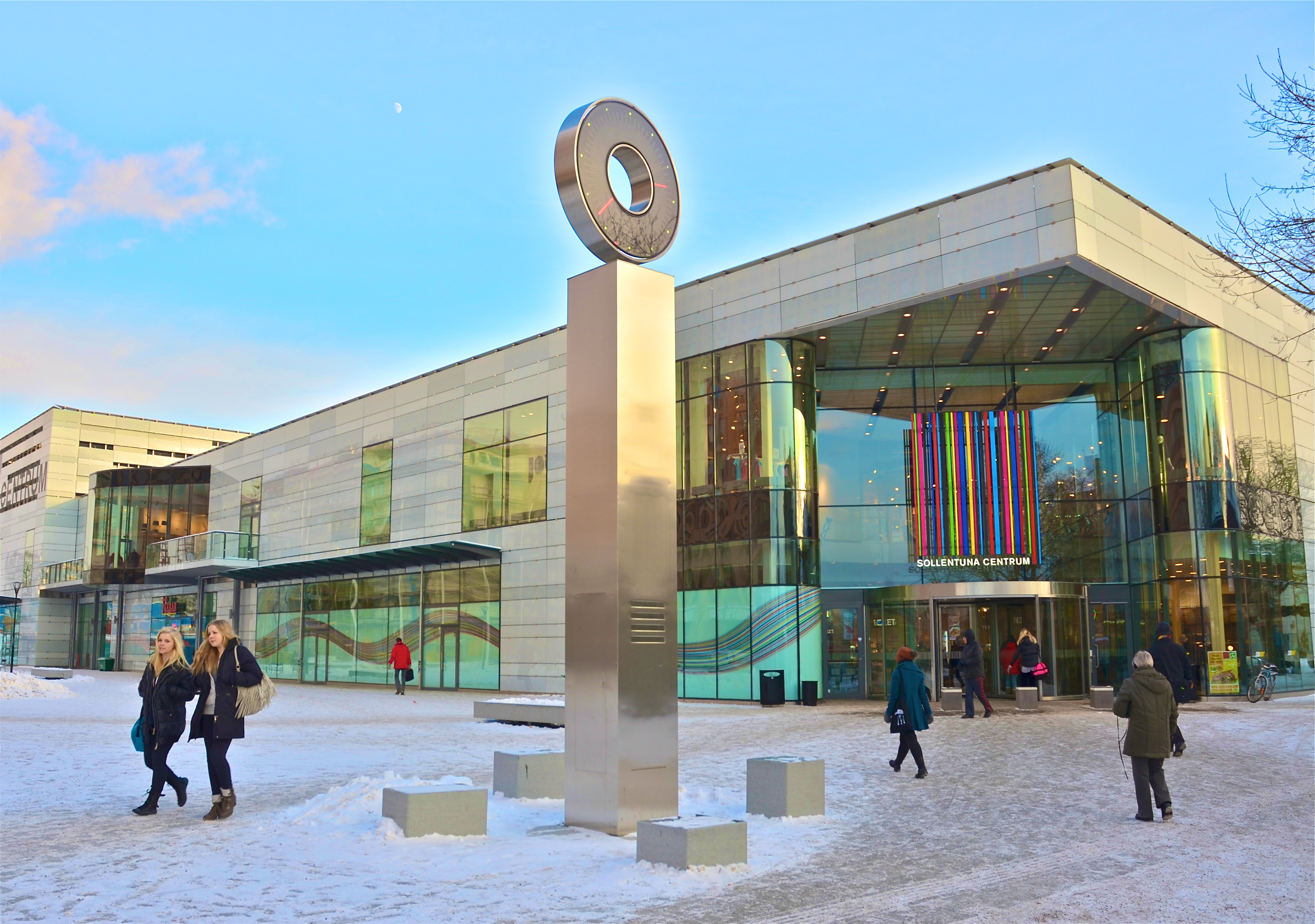
Centre de Sollentuna.